# Amanita Design
Amanita Design — независимая студия-разработчик видеоигр, расположенная в Праге, Чехия. Она была основана в 2003 году Якубом Дворски в его родном городе Брно после того, как он окончил Академию Искусств в Праге с бесплатной онлайн флеш-игрой под названием Samorost, сделанной им для выпускного проекта. В 2005 году к Якубу присоединился Вацлав Блин как аниматор студии, и после был создан Samorost 2. На данный момент в студии работает 27 человек. Помимо компьютерных игр, Amanita Design создала несколько музыкальных видео, веб-сайтов, мультипликаций, иллюстраций, а также занимается производственным дизайном.

## История
Ещё будучи студентом Академии искусств и дизайна в Праге, Якуб Дворски освоил программу Macromedia (Adobe) Flash, и начал создавать простые экспериментальные ролики, среди которых были: Psyride, Nusle, Robo, Hupka (последние два впоследствии оказались утрачены), а также небольшую интерактивную игру о кладовой Pantry. В 2002 году готовясь к выпуску из университета, Якуб начинает разработку своего дипломного проекта — игры Samorost, заручившись поддержкой своего друга Томаша Дворжака, который помог ему со звуками для игры. Игра вышла в 2003 году, и за свою работу Якуб получил твёрдую четвёрку. Выпустившись из университета, в этом же году, Якуб основал компанию, Amanita Design, и Samorost стала считаться первой игрой, выпущенной студией.
Первые несколько лет в студии официально состояли всего два человека: сам Якуб и его друг Томаш «Пиф» Дворжак. У студии не было единого офиса и компания была зарегистрирована в Брно, где на тот момент жил сам Якуб. Начинала компания с флеш-проектов вроде простых игр и роликов, которые они разрабатывали на заказ различным компаниям. Например, для компании Nike Amanita Design выпустила короткую игру Rocketman VC, а для музыкальной инди-группы The Polyphonic Spree небольшую адвенчуру The Quest for the Rest. Также в этот период был выпущен веб-клип «Plantage» для группы Under Byen. Примерно в этот же период к студии присоединяется друг и однокурсник Якуба, Вацлав Блин, после чего стартует годовая разработка продолжения получившей популярность в сети игры Samorost, Samorost 2. Также к разработке игры присоединился композитор, Томаш «Флоекс» Дворжак, написавший весь саундтрек к игре.
Игра Samorost 2 была выпущена в 2005 году, и стала первой частично платной игрой студии (чтобы пройти игру целиком, за вторую половину игры нужно было заплатить). Игра быстро стала популярной в сети, и получила ряд наград, среди которых победа на AIGF 2007 как лучшая браузерная игра. В этот период в студию пришло ещё несколько человек, и уже в 2006 году Якуб запускает разработку игры, которая впоследствии станет самой популярной игрой, из всех когда-либо разработанных студией — Machinarium.
Разработка Machinarium была сопряжена с трудностями: студии пришлось посреди разработки поменять главного художника, а также столкнуться с нехваткой средств. В 2008 году Amanita Design выпускает последнюю игру, сделанную на заказ — адвенчуру Questionaut, разработанную по заказу BBC. Игра была стилистически крайне похожа на игры серии Samorost, из-за чего некоторыми фанатами было сделано ошибочное предположение, что Qustionaut — это продолжение сюжетной ветки Samorost 2, однако данное предположение было опровергнуто разработчиками.
Также приблизительно в этот период к разработке Machinarium присоединился начинающий аниматор Яромир Плахи, который сделал анимации всем облачкам мысли в игре. Вдохновившись разработкой игры, Яромир начал самостоятельно осваивать Adobe Flash, и за несколько месяцев до выпуска Machinarium, летом 2009 года выпустил свой дебютный проект — скромный платформер Shy Dwarf.
Наконец, в октябре 2009 года состоялся долгожданный релиз игры Machinarium, разработка которой велась 3 года, что на тот момент было рекордным временем разработки для студии. Игра получила множество наград, и навсегда вошла в историю как самая успешная игра студии. Также это была первая целиком платная игра студии, что принесло ей огромное количество средств для разработки следующих проектов. И уже в следующем, 2010 году студия расширяет свой штат сотрудников и начинает разработку сразу двух крупных проектов: игру Botanicula под началом Яромира Плахи, и продолжение серии Samorost — Samorost 3.
Игра Botanicula была выпущена уже в 2012 году, и также обрела популярность. Саундтрек к игре был написан группой DVA. Спустя несколько лет, в марте 2016 года был выпущен и Samorost 3, ставший на тот момент самым крупным и сложным проектом студии, разработанным за всё время. Игра обладала фантастическим уровнем проработки и графики в сравнении с предыдущими частями серии, геймплей был существенно проработан, было добавлено множество локаций на разных планетах, а также увлекательный сюжет. Игра произвела фурор, пусть и не сравнимый с таковым вокруг Machinarium, и замотивированные разработчики продолжили выпускать свои новые игры. Уже спустя два года, в 2018 команда Яромира Плахи выпускает свой второй крупный проект — комедийную игру Chuchel. Игра не обрела такой же популярности, как предшественник, а также стала последним проектом студии, выпущенном на Adobe Flash. Все последующие игры были разработаны на движке Unity.
В октябре 2019 года студия неожиданно и без анонса выпустила приключенческую игру Pilgrims, ставшую своеобразным «развитием» головоломки с карточками из Samorost 3, которая очень понравилась фанатам. Вскоре также состоялся анонс следующего крупного проекта «Аманиты» — приключенского платформера Creaks, релиз которого состоялся полгода спустя — летом 2020 года. Игра Creaks была разработана командой Радима Юрды, музыку для игры написал шотландский композитор Джо Ачесон. Игра стала первым крупным проектом студии в жанре платформера.
Спустя ещё год с небольшим, Аманита выпустила новый проект Яромира Плахи — первую игру студии в жанре хоррор, Happy Game, разительно отличавшаяся от весёлой и комедийной Chuchel.
18 мая 2022 года состоялся анонс нового крупного проекта: игры, сделанной целиком из картона — Phonopolis. Точная дата релиза на данный момент неизвестна, однако в марте 2024 года Аманита объявила о том, что планирует завершить игру к 2026 году. Также параллельно в студии ведётся разработка ещё двух неизвестных проектов, один из которых, новая игра команды Якуба, должна иметь открытый мир и быть выполнена в 3D. Но больше ни о чём на данный момент неизвестно. На данный момент студия насчитывает более 30 человек в штате, а годовой оборот исчисляется более чем 83,8 миллионами чешских крон.

## Игры
| Год  | Название               | Прим.                                                                      |
| ---- | ---------------------- | -------------------------------------------------------------------------- |
| 2003 | Samorost 1             | Первая игра студии, дипломный проект Якуба Дворски                         |
| 2004 | Rocketman VC           | Игра, разработанная по заказу Nike                                         |
| 2004 | The Quest for the Rest | Игра, разработанная по заказу The Polyphonic Spree                         |
| 2005 | Samorost 2             | Продолжение серии игр Samorost                                             |
| 2008 | Questionaut            | Игра, разработанная по заказу BBC                                          |
| 2009 | Shy Dwarf              | Дебютный проект Яромира Плахи                                              |
| 2009 | Machinarium            | Первая крупная игра Amanita Design                                         |
| 2012 | Botanicula             | Первый крупный проект Яромира Плахи                                        |
| 2016 | Samorost 3             | Продолжение серии игр Samorost, первая крупная игра в серии                |
| 2018 | Chuchel                | Второй крупный проект Яромира Плахи, последняя игра студии на Adobe Flash  |
| 2019 | Pilgrims               | Первый проект студии на Unity                                              |
| 2020 | Trust Me, I Got This!  | Игра, выпущенная Amanita Design на мероприятие Global Game Jam Prague 2020 |
| 2020 | Creaks                 | Первый крупный проект студии в жанре платформер.                           |
| 2021 | Happy Game             | Третий проект Яромира Плахи, впервые в жанре хоррора.                      |

В разработке
- 2026 — Phonopolis
- TBA — Неназванный проект от команды Якуба Дворски
- TBA — Неназванный проект от Михаила Берлингера

Сторонние проекты
- Возвращение Куки (книга и фильм о кукле)
- Plantage (музыкальное видео для Under Byen)
- Na tu svatbu (музыкальное видео для Kamil Jasmín)
- Nusle (короткий ролик)
- Psyride (пситрансовое музыкальное видео)
- Blanka Šperková (флэш веб-сайт)
- Podvědomím (флэш веб-сайт)
- Pantry (веб-игрушка)

## Сотрудники студии
Команда Якуба Дворски (Machinarium, Samorost, Pilgrims):
- Jakub Dvorský (Якуб Дворски) — Руководитель студии, продюсер
- Václav Blín (Вацлав Блин) — Аниматор
- David Oliva (Дэвид Олива) — Программист
- Tomáš Floex Dvořák (Томаш 'Флоекс' Дворжак) — Композитор
- Tomáš (Pif) Dvořák (Томаш 'Пиф' Дворак) — Звукорежиссёр, продюсер
- Adolf Lachman (Адольф Лахман) — Художник
- Jan Werner (Ян Вернер) — Программист
- Lukas Kunce (Лукаш Кунце) — PR-менеджер
- Michal Berlinger (Михал Берлингер) — дизайнер, программист

Команда Яромира Плахи (Botanicula, Chuchel, Happy Game):
- Jaromír Plachý (Яромир Плахи) — Аниматор, художник, дизайнер
- Peter Stehlik (Петер Стеглик) — Программист
- David Šemík (Дэвид Шемик) — Программист, дизайнер
- Jakub Sanitrák (Якуб Санитрак) — Программист
- Jan Kratochvíl (Ян Кратохвил) — Музыкант DVA
- Bára Ungerová (Бара Унгерова) — Музыкант DVA

Команда Радима Юрды (Creaks):
- Radim Jurda (Радима Юрда) — Ведущий дизайнер, художник
- Jan Chlup (Ян Хлуп) — Художник
- Pavel Pachta (Павел Пахта) — Аниматор
- Jan Jirsa (Ян Йирса) — Программист
- Zdeněk Mezihorák (Зденек Мезигорак) — Продюсер, дизайнер
- Joe Acheson (Джо Ачесон) — Музыкант Hidden Orchestra
- Matouš Godík (Матоуш Годик) — Звукорежиссёр

Команда Петра Филиповича (Phonopolis):
- Petr Filipovic (Петр Филипович) — Дизайнер, художник
- Oto Dostal (Ото Достал) — 3D-художник
- Eva Markova (Ева Маркова) — Художник
- Tomáš Matocha (Томаш Матоха) — Программист

## Награды
Botanicula
- IndieCade — Story / World Design Award (2012)
- Annual Independent Games Festival — Excellence in Audio Award (2012)

Machinarium
- Annual Independent Games Festival — Excellence in Visual Art Award (2009)
- DICE Awards — Nomination for 13th Annual Interactive Achievement Awards (2009)
- Gamasutra — Лучшая инди-игра 2009
- VGChartz.com — Лучшая инди-игра 2009
- PC Gamer — Лучший Саундтрек 2009

Questionaut
- British Academy Award (BAFTA) — Номинант (2009)
- Mochis Award — Best Game Art (2009)

Samorost 2
- Flashforward Film Festival — Победитель в номинации Лучший звук (2006)
- Seoul net festival — Лучший веб-проект (2006)
- Webby Award — Победитель в игровой категории (2007)
- Annual Independent Games Festival — Лучшая браузерная игра (2007)

Samorost
- Top Talent Award — Номинант (2003)
- Webby Award — Номинант (2004)